# Moyynqum (öken i Kazakstan, lat 44,50, long 70,00)
Moyynqum är en öken i Kazakstan. Den ligger i den centrala delen av landet, 800 km söder om huvudstaden Astana.